# National Public Order Intelligence Unit
Le National Public Order Intelligence Unit (NPOIU) était un fichier policier du Royaume-Uni fondé en 1999 dans le but « de suivre les activités des activistes verts et les manifestations publiques », et géré par l'Association of Chief Police Officers (ACPO), une entreprise privée en partenariat avec les services de renseignement du Royaume-Uni. En 2011, le fichier a été renommé National Domestic Extremism Unit (NDEU) et est passé sous le contrôle du Metropolitan Police Business Group. 
Ce fichier a été particulièrement médiatisé lors de l'affaire de l'activiste pacifiste John Catt dont le nom ressortait 66 fois, alors même qu'il n'avait jamais été soupçonné ou condamné pour des violences. Après une affaire judiciaire au Royaume-Uni, M. Catt a obtenu gain de cause devant la Cour Européenne des Droits de l'Homme en janvier 2019, dénonçant ce fichage abusif. 

### Traductions de
1. ↑  (en) « to track green activists and public demonstrations »